# Лејн (Јужна Каролина)
Лејн (енгл. Lane) град је у америчкој савезној држави Јужна Каролина.

## Демографија
По попису из 2010. године број становника је 508, што је 77 (-13,2%) становника мање него 2000. године.
| Група             | 2000.       | 2010.       |
| Белци             | 54 (9,2%)   | 44 (8,7%)   |
| Афроамериканци    | 529 (90,4%) | 460 (90,6%) |
| Азијати           | 0 (0,0%)    | 0 (0,0%)    |
| Хиспаноамериканци | 4 (0,7%)    | 1 (0,2%)    |
| Укупно            | 585         | 508         |